# 아틀레티코 FC
아틀레티코 FC(스페인어: Atlético Fútbol Club S.A.)는 콜롬비아 바예델카우카주 칼리를 연고로 하는 축구단이다. 2005년 4월 8일에 데포르 FC(Dépor Fútbol Club)라는 이름으로 설립되었으며, 카테고리아 프리메라 B에 참가하고 있다.